# Oiagros
Oiagros (altgriechisch Οἴαγρος Oíagros, deutsch ‚der einsame Jäger‘) ist in der griechischen Mythologie König von Pieria in Nordgriechenland. Als Eltern werden die Quellnymphe Methone, namengebend für die thrakische Stadt Methone, und Pieros, der eponyme König von Pieria, genannt.
Er gilt als Vater des Orpheus, den ihm die Muse Kalliope gebar. Als Vater des Orpheus wird konkurrierend dazu auch häufig Apollon genannt, was wohl eher allegorisch zu verstehen ist.
Ein weiterer Sohn von Kalliope ist der von Herakles getötete Linos.